# Kirill Sergejewitsch Tulupow
Kirill Sergejewitsch Tulupow (russisch Кирилл Сергеевич Тулупов; englische Transkription: Kirill Sergeyevich Tulupov; * 23. April 1988 in Moskau, Russische SFSR) ist ein ehemaliger russischer Eishockeyspieler, der im Verlauf seiner aktiven Karriere zwischen 2006 und 2017 in zahlreichen nordamerikanischen und europäischen Ligen aktiv war.

## Karriere
Kirill Tulupow begann seine Karriere als Eishockeyspieler bei Neftjanik Leninogorsk, für dessen Profimannschaft er in der Saison 2005/06 sein Debüt in der Wysschaja Liga, der damals noch zweiten russischen Spielklasse, gab. Anschließend wurde er im NHL Entry Draft 2006 in der dritten Runde als insgesamt 67. Spieler von den New Jersey Devils aus der National Hockey League (NHL) ausgewählt. Daraufhin wechselte der Verteidiger in die kanadische Juniorenliga Ligue de hockey junior majeur du Québec (LHJMQ), in der er von 2006 bis 2009 für die Saguenéens de Chicoutimi, die ihn beim CHL Import Draft 2006 an insgesamt 19. Stelle gezogen hatten, und die Tigres de Victoriaville aktiv war. Zur Saison 2009/10 kehrte der Russe nach Europa zurück und absolvierte für den HC Slovan Bratislava aus der slowakischen Extraliga seine erste komplette Spielzeit im professionellen Eishockey. 
Die Saison 2010/11 begann Tulupow beim HK Spartak Moskau aus der Kontinentalen Hockey-Liga (KHL), für den er in vier Spielen zum Einsatz kam. Im weiteren Saisonverlauf spielte er zudem für Krylja Sowetow Moskau und Molot-Prikamje Perm aus der neuen zweiten russischen Spielklasse, der Wysschaja Hockey-Liga sowie für den HK Saryarka Karaganda aus der kasachischen Meisterschaft. Zur Saison 2011/12 schloss sich der ehemalige Junioren-Nationalspieler den Oklahoma City Barons aus der American Hockey League (AHL) an. Für diese erzielte er in 33 Spielen ein Tor und sieben Vorlagen. Die Saison 2012/13 verbrachte er zunächst bei Awtomobilist Jekaterinburg aus der KHL, ehe er im November 2012 innerhalb der Liga zu Amur Chabarowsk transferiert wurde. Anschließend wechselte er bis zu seinem Karriereende im November 2016 die Vereine in schnellem Wechsel. Dabei konnte er 2016 mit 3L de Rivière-du-Loup die Ligue Nord-Américaine de Hockey (LNAH) gewinnen.

### International
Für Russland nahm Tulupow an der U18-Junioren-Weltmeisterschaft 2006 teil. Im Turnierverlauf bereitete er in sechs Spielen zwei Tore vor.

## Erfolge und Auszeichnungen
- 2016 Coupe-Canam-Gewinn mit 3L de Rivière-du-Loup